# Liechtenstein az 1956. évi téli olimpiai játékokon
Liechtenstein az olaszországi Cortina d’Ampezzóban megrendezett 1956. évi téli olimpiai játékok egyik részt vevő nemzete volt. Az országot az olimpián 2 sportágban 8 sportoló képviselte, akik érmet nem szereztek.

## Alpesisí
Férfi
| Versenyző         | Versenyszám      | 1. futam | 1. futam | 2. futam | 2. futam | Összesítés | Összesítés |
| Versenyző         | Versenyszám      | Idő      | Hely.    | Idő      | Hely.    | Idő        | Helyezés   |
| ----------------- | ---------------- | -------- | -------- | -------- | -------- | ---------- | ---------- |
| Franz Beck        | Lesiklás         |          |          |          |          | 3:36,8     | 26.        |
| Franz Beck        | Műlesiklás       | 2:04,0   | 45.      | 2:13,8   | 26.*     | 4:17,8     | 35.        |
| Franz Beck        | Óriás-műlesiklás |          |          |          |          | 3:52,6     | 59.        |
| Ewald Eberle      | Műlesiklás       | 2:22,2   | 53.      | 2:39,6   | 49.      | 5:01,8     | 49.        |
| Ewald Eberle      | Óriás-műlesiklás |          |          |          |          | 4:11,6     | 73.        |
| Max von Hohenlohe | Lesiklás         |          |          |          |          | 5:15,8     | 45.        |
| Hermann Kindle    | Lesiklás         |          |          |          |          | kizárták   | kizárták   |
| Leopold Schädler  | Lesiklás         |          |          |          |          | 4:23,7     | 40.        |
| Leopold Schädler  | Műlesiklás       | 2:24,1   | 54.      | 2:45,8   | 52.      | 5:09,9     | 53.        |
| Leopold Schädler  | Óriás-műlesiklás |          |          |          |          | 4:03,3     | 67.        |
| Theodor Sele      | Műlesiklás       | 2:16,7   | 51.      | 2:31,1   | 43.      | 4:47,8     | 45.        |
| Theodor Sele      | Óriás-műlesiklás |          |          |          |          | 4:09,5     | 70.        |

* - egy másik versenyzővel azonos eredményt ért el

## Bob
| Versenyző                         | Versenyszám | 1. futam      | 1. futam      | 2. futam | 2. futam | 3. futam | 3. futam | 4. futam | 4. futam | Összesítés | Összesítés |
| Versenyző                         | Versenyszám | Idő           | Hely.         | Idő      | Hely.    | Idő      | Hely.    | Idő      | Hely.    | Idő        | Helyezés   |
| --------------------------------- | ----------- | ------------- | ------------- | -------- | -------- | -------- | -------- | -------- | -------- | ---------- | ---------- |
| Moritz Heidegger Weltin Wolfinger | Kettes      | nem ért célba | nem ért célba | kiesett  | kiesett  | kiesett  | kiesett  | kiesett  | kiesett  | kiesett    | kiesett    |